# Procambarus braswelli
Procambarus braswelli är en kräftdjursart som beskrevs av J. E. Cooper 1998. Procambarus braswelli ingår i släktet Procambarus och familjen Cambaridae. IUCN kategoriserar arten globalt som otillräckligt studerad. Inga underarter finns listade i Catalogue of Life.